# Liu Bei

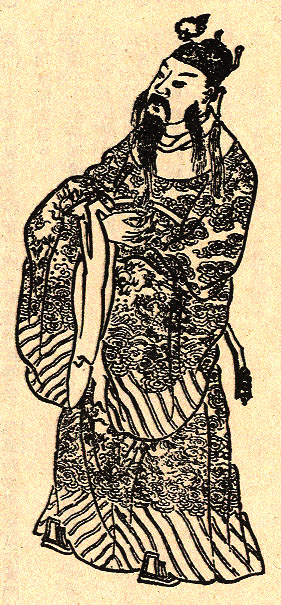
Liu Bei

Liu Bei (Xuande) (161-223) was een generaal ten tijde van de Han-dynastie, later riep hij zichzelf uit tot keizer van Shu-Han. Hij was de vader van Liu Shan.

## Militaire loopbaan
Liu Bei had (volgens de roman Sanguo yanyi ("Roman van de Drie Koninkrijken") met Guan Yu en Zhang Fei een eed in de Perzik Tuin afgelegd, als broeders de chaos, waarin China in die tijd verkeerde, te bestrijden en de verzwakte Han-dynastie te herstellen. De drie broeders streden mee in het gevecht tegen de Gele Tulbanden Rebellen, die in 184 een opstand tegen de Han waren begonnen. Historisch (volgens de Sanguo zhi ("Kroniek van de Drie Rijken") hadden Liu Bei, Zhang Fei en Guan Yu nooit een eed afgelegd. Wel waren ze door de oorlog naar elkaar toe gegroeid en beschouwden ze elkaar als broers, maar dit is nooit bezegeld met een eed.
In 190 sloot Liu Bei zich met Yuan Shao aan bij het verbond tegen Dong Zhuo, waartoe Cao Cao had opgeroepen. Samen verdreven ze de tiran, maar de keizer werd ontvoerd naar Chang'an. De veldheren van het verbond keerden daarna terug naar huis.
Liu Bei en zijn volgelingen gingen van de ene naar de andere heer, maar geen van hen was Liu Bei's diensten waardig. In 207 verliet hij Cao Cao, omdat hij zag dat zijn toekomst elders lag. Hij zocht de raad van Zhuge Liang, die hem adviseerde een verbond te sluiten met Sun Quan. Dit deed hij en in 208 versloegen Liu Bei's volgelingen en Sun Quans leger Cao Cao in een zeeslag op de Yangtse, die later bekend zou staan als de slag om Chi Bi. In tegenstelling tot wat meestal beweerd wordt, was het voornamelijk Wu, onder leiding van Zhou Yu, die Cao Cao's leger van 240 000 man met een leger van slechts 50 000 Wu en Shu troepen wist te verslaan.

## Liu Bei sticht een koninkrijk
Zhuge Liang raadde Liu Bei dan aan om in westelijk China een eigen rijk te stichten, om vandaar de Han-dynastie te herstellen. Na aarzelen stemde Liu Bei in en viel het gebied binnen, dat ten tijde van de Strijdende Staten Shu heette.
In 220 overlijdt zijn rivaal Cao Cao, die door zijn oudste zoon Cao Pi wordt opgevolgd. Deze maakte een einde aan de Han-dynastie door Han-keizer Xian van de troon te stoten en zijn eigen Wei-dynastie te stichten. Als reactie hierop riep Liu Bei zich in 221 uit tot keizer van Shu-Han en beweerde de rechtmatige opvolger van de verstoten Han-keizer te zijn.

## Liu Bei's ondergang
In 219 werd Liu Bei's broeder Guan Yu ter dood veroordeeld door Lu Meng van Wu, nadat deze hem gevangen had genomen dankzij een goede uitgewerkt plan van Wu's strateeg Lu Xun. Liu Bei werd woedend en bereidde een oorlog voor tegen Wu. Na de Shu-dynastie gesticht te hebben in 221, trok hij in 222 met een groot leger ten strijde (zie Slag bij Yiling). Maar door haat verblind maakte hij talloze fouten en werd hij door Lu Xun, de strateeg van Wu, verpletterend verslagen. Na zich te hebben teruggetrokken, overleed hij in 223 op 62-jarige leeftijd. Hij werd opgevolgd door Liu Shan, maar deze bleek lang niet zo bekwaam te zijn als zijn vader.